# Fuente bautismal (Pujols-sur-Ciron)

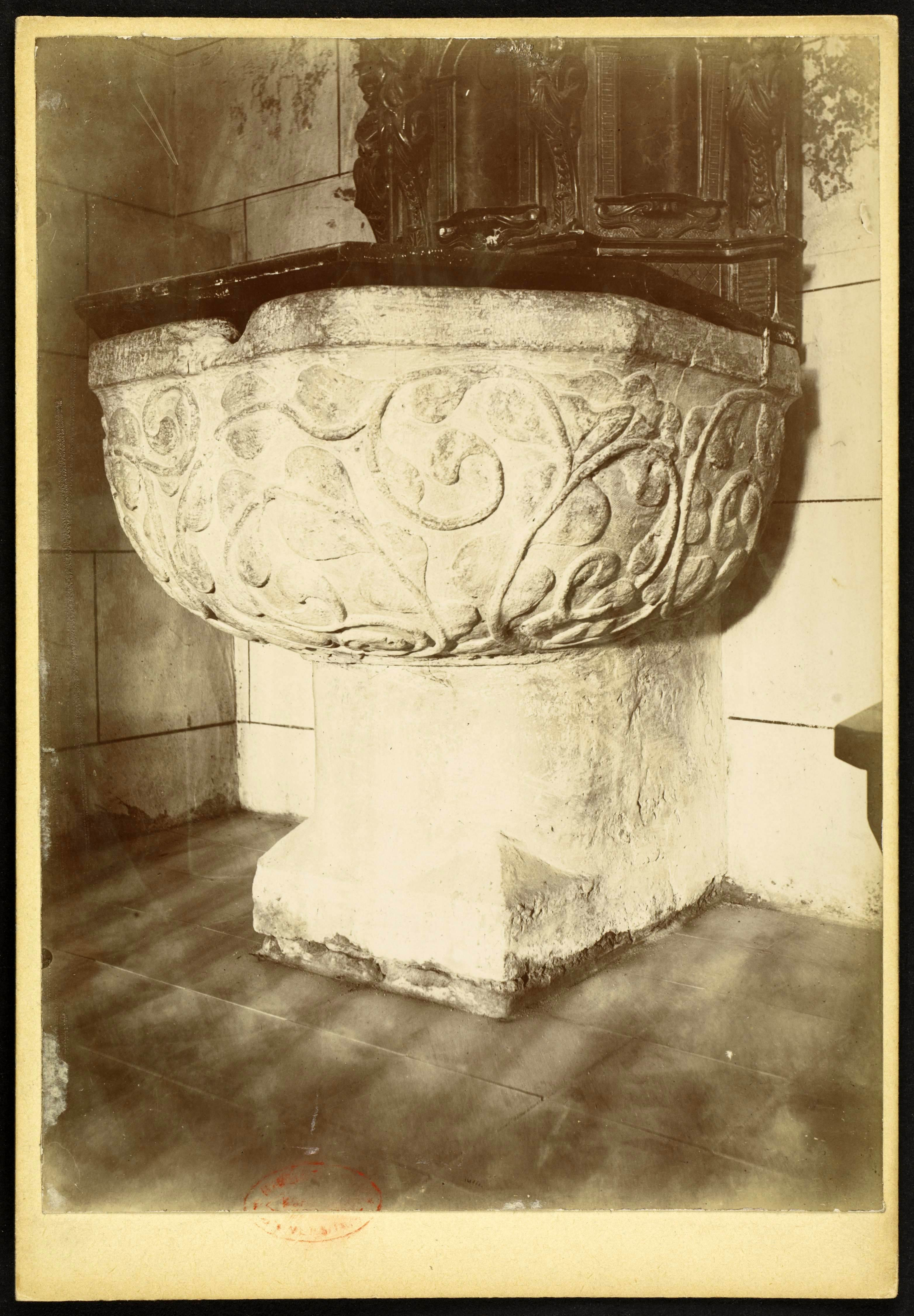
Fuente bautismal en la iglesia de St-Pierre-aux-Liens

La fuente bautismal en la iglesia de St-Pierre-aux-Liens en Pujols-sur-Ciron, una comuna francesa en el departamento de Gironda en la región de Nouvelle-Aquitaine, fue creada en el siglo XV o XVI. En 2000, la fuente bautismal gótica se agregó a la lista de monumentos en Francia como monumento histórico.
La fuente bautismal de 92 cm de altura hecha de piedra caliza se creó a partir de un bloque de piedra. El borde superior de la piscina forma un octágono irregular. La fuente está decorada con relieves en forma de zarcillos.

## Literatura
- Le Patrimoine des Communes de la Gironde. Ediciones Flohic, Volumen 2, París 2001, ISBN 2-84234-125-2, p. 1150